# Wolfskirchen
Wolfskirchen ist eine französische Gemeinde mit 344 Einwohnern (Stand 1. Januar 2021) im Département Bas-Rhin in der Region Grand Est (bis 2015 Elsass).

## Geschichte
Von 1871 bis zum Ende des Ersten Weltkrieges gehörte Wolfskirchen als Teil des Reichslandes Elsaß-Lothringen zum Deutschen Reich und war dem Kreis Zabern im Bezirk Unterelsaß zugeordnet.

## Bevölkerungsentwicklung
| 1910 | 1968 | 1975 | 1982 | 1990 | 1999 | 2006 | 2017 |
| ---- | ---- | ---- | ---- | ---- | ---- | ---- | ---- |
| 648  | 408  | 401  | 359  | 312  | 335  | 350  | 344  |

## Verkehr
Der Bahnhof Wolfskirchen lag an der Bahnstrecke Berthelming–Sarreguemines.